# Heterostylodes caledonica
Heterostylodes caledonica is een vliegensoort uit de familie van de bloemvliegen (Anthomyiidae). De wetenschappelijke naam van de soort is voor het eerst geldig gepubliceerd in 1966 door d'Assis Fonseca.